# 演员请就位
《演员请就位》（英語：Everybody Stand By）是中國大陸一個演技真人秀的综艺节目，由孫亮亮擔任總導演、騰訊視頻出品。節目中來賓導演作為評委，對演員的表演點評，然後選角進組。數名演員在節目設置的重重關卡中接受來自導演和觀眾的高標准考核，通過影視化考核選出「最佳演員」。
第一季於2019年10月11日起，每週五20:00在騰訊視頻播出，最終牛駿峰被選為「年度最佳演員」。第二季於2020年10月2日起，每週六20:00在騰訊視頻播出，最終胡杏兒被選為「年度最佳演員」。第三季於2025年2月14日起，每週五、週六18:00在騰訊視頻播出，最终刘家祎被评选为「S级演员」。

## 季度

### 系列總覽
| 季數 | 集数 | 集数 | 首播日期       | 首播日期       |
| 季數 | 集数 | 集数 | 首映           | 季终           |
| ---- | ---- | ---- | -------------- | -------------- |
| 1    | 10   | 10   | 2019年10月11日 | 2019年12月14日 |
| 2    | 10   | 10   | 2020年10月2日  | 2020年12月5日  |
| 3    | 10   | 10   | 2025年2月14日  | 2025年6月23日  |